# هجوم البصرة (1192)
هجوم البصرة أو نهب البصرة (588 هـ / 1192 م) هو هجوم شنته عشائر من قبيلة بنو عامر بن صعصعة  على البصرة العباسية بهدف نهبها بعد ان احتشدوا في عدد كبير بقيادة الأمير البدوي عُميرة العامري القيسي وتوجهوا نحو المدينة في 6 صفر / 28 فبراير، فخرج إليهم نائب الوالي محمد بن إسماعيل (وكان عليها طغرل مملوك الخليفة أحمد الناصر لدين الله) فقاتلهم ابن إسماعيل طوال اليوم حتى تراجعوا، إلا أنهم تمكنوا من دخول السور ليلاً ودخلوا المدينة ونهبوها بشكل سريع.
وسرعان ما خرج بنو عامر القيسية منها بعد ورود أنباء عن قيام محمد بن إسماعيل بحشد عدد من أهل البصرة وسوادها، ولكن بنو عامر تمكنوا من هزيمتهم، فدخلوا البصرة مرة أخرى وخرج من أهلها من استطاع فعاثوا فيها نهباً وقُسمت الغنائم على مدار يومين حتى خرجوا منها وعاد أهلها إلى المدينة.